# Turritellopsis gratissima
Turritellopsis gratissima is een slakkensoort uit de familie van de Mathildidae. De wetenschappelijke naam van de soort is voor het eerst geldig gepubliceerd in 1912 door Thiele.